# Рожнява (район)
Район Ро́жнява (словац. Okres Rožňava) — район Словакии. Находится в Кошицком крае. Граничит с Венгрией.

## Население
| Год:        | 1994   | 2004    | 2014    | 2024    |
| ----------- | ------ | ------- | ------- | ------- |
| Broj ljudi: | 61 292 | 61 902  | 62 877  | 58 305  |
| Разница:    |        | +0,99 % | +1,57 % | −7,27 % |

## Экономика
В районе Рожнява развито строительно-коммерческое производство, оптовая торговля бумагой, деревообрабатывающее и столярное производство, грузовые автоперевозки, строительство, торговля промышленными товарами.

## Статистические данные (2001)
Национальный состав:
- Словаки — 63,0 %
- Венгры — 30,6 %
- Цыгане — 4,7 %
- Чехи — 0,5 %

Конфессиональный состав:
- Католики — 35,9 %
- Лютеране — 22,3 %
- Реформаты — 10,3 %
- Греко-католики — 1,0 %
- Свидетели Иеговы — 1,3 %
- Методисты — 0,9 %

## Известные уроженцы и жители
- В деревне Штитник родился лютеранский проповедник и словацкий поэт Даниил Сарториус (1704—1763).
- Умер Иштван Деньдеши (1629—1704) — венгерский поэт, общественный деятель.